# Pablo Alonso (futbolista)
José Pablo Alonso May (Minas, 12 de febrero de 1960) es un exfutbolista y entrenador de fútbol uruguayo. 

## Clubes

### Como jugador[1]
| Club                       | País       | Año       |
| -------------------------- | ---------- | --------- |
| Lavalleja Fútbol Club      | Uruguay    |           |
| Bella Vista                | Uruguay    | 1978–1983 |
| Deportivo La Coruña        | España     | 1983–1985 |
| Club Nacional de Football  | Uruguay    | 1985      |
| Universidad Católica       | Ecuador    | 1986      |
| Club Atlético Cerro        | Uruguay    | 1986      |
| Central Español            | Uruguay    | 1987      |
| Liga Deportiva Alajuelense | Costa Rica | 1988–1989 |
| El Tanque Sisley           | Uruguay    | 1990–1991 |
| Sud América                | Uruguay    | 1992      |

### Como entrenador
En el año 2008, dirigió a la Selección de Lavalleja, obteniendo la Copa Nacional de Selecciones del Interior.
En el año 2009 comienza a dirigir al Club Atlético Bella Vista, club en el que había jugado previamente, logrando el Torneo Clausura de Segunda División Profesional de Uruguay y también el ascenso a Primera División.
En el año 2010 con Bella Vista consigue la tercera posición en el Torneo Apertura del Campeonato Uruguayo de Fútbol 2010-11. 
En 2011, tras finalizar en la quinta posición de la Tabla Acumulada 2010-11, Bella Vista logra clasificar a la Copa Sudamericana 2011.
En 2013, asume como entrenador de Cerro